# Kim Kyung-ah
Kim Kyung-Ah (Daejeon, 25 de maio de 1977) é uma mesa-tenista sul-coreana, medalhista de bronze dos Jogos Olímpicos de Atenas e de Pequim